# Paulo Muacho
Paulo Jorge Velez Muacho (Campo Maior, 14 de julho de 1990) é um advogado e político português, membro fundador do Partido Livre. Atualmente, desempenha as funções de deputado à Assembleia da República.
Licenciado em Direito pela Faculdade de Direito da Universidade de Lisboa e mestre em Direito Administrativo pela Universidade Católica Portuguesa. Autor de uma dissertação intitulada "Concessão e concorrência: a interseção de sistemas e o novo paradigma administrativo".
Foi deputado municipal na Assembleia Municipal de Lisboa entre 2017 e 2021. Foi cabeça-de-lista do Partido Livre pelo círculo eleitoral de Setúbal nas eleições legislativas de 2022 , 2024 e 2025
Nas eleições legislativas de 2024, foi eleito deputado pelo círculo eleitoral de Setúbal. Tornando-se no primeiro deputado eleito pelo Partido Livre no distrito.
No XIV Congresso do Partido Livre, realizado entre 10 e 12 de Maio de 2024, na Costa de Caparica,  foi eleito Presidente do Conselho de Jurisdição do partido.

## Resultados eleitorais

### Eleições legislativas
| Data | Partido     | Partido | Circulo eleitoral | Posição     | Cl.    | Votos         | %             | +/-    | Status     | Notas |
| ---- | ----------- | ------- | ----------------- | ----------- | ------ | ------------- | ------------- | ------ | ---------- | ----- |
| 2022 |             | L       | Setúbal           | 1.º (em 18) | 8.º    | 6 140         | 1,42 / 100,00 |        | Não eleito |       |
| 2024 | 1.º (em 19) | L       | Setúbal           | 7.º         | 21 552 | 4,29 / 100,00 | 2,02          | Eleito |            |       |
| 2025 | 1.º (em 19) | L       | Setúbal           | 5.º         | 28 700 | 5,84 / 100,00 | 1,55          | Eleito |            |       |

### Eleições autárquicas

#### Assembleia Municipal
| Data | Partido | Partido   | Concelho | Posição      | Cl. | Votos  | %              | +/- | Status     | Notas                                |
| ---- | ------- | --------- | -------- | ------------ | --- | ------ | -------------- | --- | ---------- | ------------------------------------ |
| 2017 |         | PS        | Lisboa   | 5.º (em 51)  | 1.º | 95 064 | 37,66 / 100,00 |     | Eleito     | Assumiu o mandato como independente. |
| 2021 |         | ML (PS.L) | Lisboa   | 18.º (em 51) | 2.º | 74 768 | 30,79 / 100,00 |     | Não eleito |                                      |